# Felix Profos
Felix Profos (* 17. November 1969) ist ein Schweizer Komponist.

## Leben und Wirken
Felix Profos studierte 1988–1994 und 1998–1999 Klavier bei Hans-Jürg Strub am damaligen Konservatorium Winterthur, und Komposition bei Roland Moser an der Musik-Akademie Basel (1992–1996) sowie bei Wladimir Tarnopolski am Moskauer Konservatorium (1996–1997).
Er schrieb Kompositionen für Sinfonie- und Kammerorchester, Ensembles, Bands, Solisten, Elektronik und Video, in Zusammenarbeit u. a. mit dem Solistenensemble Kaleidoskop (Berlin), dem Mondrian Ensemble (Basel), dem Avant-Core-Trio Steamboat Switzerland, dem Schlagzeugduo Niggli-Zumthor, der Sinfonietta Basel, dem Kammerorchester Basel, dem Amsterdamer Ensemble mae, dem Orchester Musikkollegium Winterthur, mit dem Dichter Raphael Urweider und der Pianistin Tamriko Kordzaia. Aufführungen in vielen Ländern Europas und Amerikas, an Festivals wie Gaudeamus Amsterdam, Berliner Festspiele, Donaueschinger Musiktage, Jazzfestival Willisau, am Europäischen Musikmonat Basel und am Schweizerischen Tonkünstlerfest.
Als Performer arbeitete er zusammen mit der Künstlerin Roseline Rannoch (doom spa). Er war 2016–2018 Pianist und Arrangeur des Ever Present Orchestra, das ausschliesslich Musik von Alvin Lucier spielte und dem einige von dessen letzten Kompositionen gewidmet waren. 2015–2017 war sein ununterbrochener Klangstrom eastern shore online. Er schrieb Soundtracks für den Künstler Andro Wekua und war von 2008 bis 2011 Komponist und Keyboarder in seinem eigenen Septett forcemajeure. Seit 2021 spielt er Harmonium im Duo Grund mit dem Schlagzeuger Peter Conradin Zumthor.
2005–2008 war er Co-Leiter des Musikfestivals Close Encounters, das in mehreren Städten Georgiens und der Schweiz stattfand.
Felix Profos unterrichtet seit 2002 als Dozent für Komposition und Musiktheorie an der Zürcher Hochschule der Künste.

## Privates
Er lebte 1996 bis 2011 mit der Pianistin Tamriko Kordzaia und ihrem Sohn Alexandre Kordzaia zusammen in Winterthur und Zürich. Seit 2012 lebt er mit der Künstlerin Roseline Rannoch und der gemeinsamen Tochter in Berlin.

## Preise und Auszeichnungen
- 1999 Kompositionspreis des International Young Composer's Meeting in Apeldoorn
- 2003 Fellowship der Civitella Ranieri Foundation in New York.
- 2010 Werkjahr für Komposition der Stadt Zürich

## Diskographische Hinweise
- Felix Profos/Steamboat Switzerland Get Out of My Room (Grob, 2010, mit Dominik Blum, Marino Pliakas, Lucas Niggli)
- Felix Profos/Azeotrop Bock (Deszpot, 2014, mit Dominik Blum, Peter Conradin Zumthor)
- Forcemajeure Lingua Mortuorum (2011, mit Vera Kappeler, Raphael Camenisch, Sebastian Pottmeier, Christian Weber, John Eckhardt, Lucas Niggli)
- Felix Profos/Niggli/Zumthor PROFOS (Not Two, 2008, mit Lucas Niggli und Peter Conradin Zumthor)